# IUniverse
iUniverse est une société d'auto-édition fondée en octobre 1999 dont le siège est à Bloomington (Indiana).

## Histoire
iUniverse était principalement axée sur l'impression à la demande et sur la réimpression d'anciens volumes. Peu après la fondation de la compagnie, Barnes & Noble acheta 49 % des parts. L'accord prévoyait que Barnes & Noble devait vendre des titres iUniverse dans leurs magasins physiques et en ligne.
En 2004, les mémoires de la star pornographique Amy Fisher, If I Knew Then, qui raconte comment elle plaida coupable pour un assaut aggravé de premier degré et passa sept ans en prison, devint le livre le plus vendu de l'histoire de la société, avec 32 445 copies vendue cette année. Néanmoins, selon un article de Publishers Weekly de 2005, sur les quelque 18 000 titres publiés par iUniverse jusqu'en 2004, seulement 83 ont été vendus à plus de 500 exemplaires, et seulement 14 ont été vendus dans les magasins Barnes & Noble.
En septembre 2007, l'entreprise iUniverse fut achetée par Author Solutions, la société mère d'une autre maison d'édition, AuthorHouse. Le 22 janvier 2008, Author Solutions annonça que les activités d'iUniverse allaient être déplacées de Lincoln (Nebraska) à Bloomington (Indiana) pour être relocalisées près d'AuthorHouse.

## Reconnaissance
En 2003, iUniverse fut désignée Editors' Choice par PC Magazine face à six autres compagnies de ce type.
En 2011, iUniverse fut classée numéro un sur 12 dans la catégorie des publications en ligne par TopTenReviews.com.

## Sources
- (en) Cet article est partiellement ou en totalité issu de l’article de Wikipédia en anglais intitulé « IUniverse » (voir la liste des auteurs).

## Compléments